# Hinojosa de San Vicente (kommunhuvudort)
Hinojosa de San Vicente är en kommunhuvudort i Spanien.   Den ligger i provinsen Toledo och regionen Kastilien-La Mancha, i den centrala delen av landet, 90 km väster om huvudstaden Madrid. Hinojosa de San Vicente ligger 656 meter över havet och antalet invånare är 487.
Terrängen runt Hinojosa de San Vicente är kuperad åt nordväst, men åt sydost är den platt. Runt Hinojosa de San Vicente är det glesbefolkat, med 8 invånare per kvadratkilometer. Närmaste större samhälle är Talavera de la Reina, 18,2 km sydväst om Hinojosa de San Vicente. Trakten runt Hinojosa de San Vicente består i huvudsak av gräsmarker.